# Никольский, Анатолий Николаевич
Анатолий Николаевич Никольский (11 сентября 1933 — 24 апреля 2018) — советский и российский живописец, Народный художник Российской Федерации (2010).

## Биография
Родился 11 сентября 1933 года в селе Кузедеево (на территории современной Кемеровской области).
В 1955 году окончил в Алма-Атинское художественное училище. В 1962 году окончил факультет живописи Ленинградского института живописи, скульптуры и архитектуры им. И. Е. Репина, где его преподавателями были Б. В. Иогансон, Е. Е. Моисеенко, А. Д. Зайцев, В. В. Соколов.
С 1962 года жил и работал в Новосибирске, художник Новосибирского отделения Художественного Фонда РСФСР. В 1964—1967 годах преподавал на архитектурном факультете Новосибирского инженерно-строительного института им. В. В. Куйбышева. В 1975—1978 годах возглавлял кафедру рисунка и живописи художественно-графического факультета Новосибирского государственного педагогического института.
В 1964 году стал членом Союза художников СССР. Входил в правление Новосибирской организации Союза художников РСФСР, в 1968—1972 и 1973—1977 годах был председателем правления. С 1956 года участвовал в областных, региональных, республиканских, всесоюзных, международных художественных выставках.
Анатолий Никольский был продолжателем традиций ленинградской школы живописи. В 1960—1970-х годах отдавал предпочтение тематическим картинам, позднее перешёл к пейзажу и натюрморту. Его работы хранятся в музеях, художественных галереях, частных собраниях в России и за рубежом.
Умер 24 апреля 2018 года. Похоронен на Заельцовском кладбище.

## Награды и звания
- Народный художник Российской Федерации (2010)[2]
- Заслуженный художник Российской Федерации (2001)[2]
- Премия премии Губернатора Новосибирской области в сфере культуры и искусства (2002)[2]
- Серебряная медаль Академии художеств (2003)[2]
- Памятный знак в честь 110-летия со дня основания г. Новосибирска[2]
- Грамоты и дипломы СХ РСФСР[2]